# الحملة العالمية للعودة إلى فلسطين

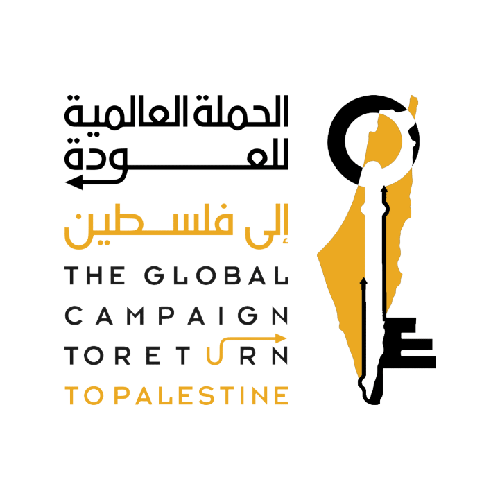
الشعار الرسمي للحملة

الحملة العالمية للعودة إلى فلسطين منظمة غير حكومية تدعم القضية الفلسطينية والحق الفلسطيني، في كل من المنطقة العربية والعالم، ولها ممثلون وشركاء في أكثر من 80 دولة حول العالم إقامة الفعاليات والحركات لمناصرة القضية الفلسطينية وخاصة حق العودة.
كما انها منظمة مفتوحة العضوية لكافه المؤسسات والهيئات المدنية، والناشطين المهتمين بقضية فلسطين، من كل أنحاء العالم، وعلى اختلاف خلفياتهم الفكرية والثقافية 

## الشعار
اختارت المنظمة شعاراً لها (عودةٌ إلى الأرض والقضية) للتعبير عن هدفها، وردا على محاولات تغييب القضية الفلسطينية

## الأهداف
- الربط والتنسيق بين الجمعيات والمنظمات التي تهتمّ بأنشطة التضامن مع فلسطين.
- توسيع رقعة الأنشطة التضامنية لتشمل مختلف دول العالم، المحافظة على حيوية الأنشطة على مدار العام.
- التواصل مع الشخصيات التي لها تأثير اجتماعي ودولي، في مختلف مجالات التأثير، لتشجعيها على طرح قضية فلسطين في مجتمعاتها ولدى المؤسسات في بلدانها وفي العالم.
- تعريف الناس بحقائق القضية الفلسطينية، عبر نشر المعلومات الموثقة عن تاريخها وواقعها، وكشف زيف الروايات الصهيونية المضلّلة.
- متابعة الحدث الفلسطيني والإضاءة على المستجدات الهامّة في القضية الفلسطينية، عبر كافة المنصات الإعلامية للحملة، المساهمة في دعم حضور القضية الفلسطينية في الفضاء الالكتروني.
- إحياء المناسبات التاريخية والأيام الوطنية الفلسطينية، مثل يوم الأرض ويوم العودة وأسبوع الانتفاضة وغيرها؛ بالإضافة إلى كل المناسبات التي يمكن أن تخدم إظهار عدالة القضية الفلسطينية.
- التعريف بأهم جهود التضامن الدولي مع القضية الفلسطينية.
- التعاون مع مختلف المنظمات المدنية والإعلامية والناشطين المؤيدين لفلسطين في السعي لتحقيق الأهداف السابقة.[1]

## تاريخ التأسيس
تأسست منظمة (الحملة العالمية للعودة إلى فلسطين) عام 2013، خلال إحياء مجموعة من الناشطين المؤيدين لفلسطين لذكرى النكبة في يوم 15 أيار.
وبالتزامن مع "اليوم العالمي للتضامن مع الشعب الفلسطيني"، قامت (الحملة العالمية للعودة إلى فلسطين) بتنظيم "المؤتمر الدولي الأول للتضامن مع الشعب الفلسطيني" في العاصمة اللبنانية بيروت ما بين 27-29 تشرين الثاني 2013، وكان بعنوان: (القضية الفلسطينية في واقعٍ عالمي متغيّر)، وتحت شعار: (التضامن مسؤولية).
وبذلك يُعتبر يوم 29/11/2013 التاريخ الرسمي لتأسيس (الحملة العالمية للعودة إلى فلسطين).

## الأنشطة

### الأنشطة الدائمة
- يوم الأرض 30 آذار من كلّ عام: في يوم الأرض من كل عام، تقوم (الحملة العالمية للعودة إلى فلسطين) بإحياء هذا اليوم بأنشطة تتناسب ورمزية الأرض ومكانتها السامية، وتختار لها في كل سنة شعاراً يعبّر عنها، ومن هذه الشعارات: "الأرض بكم تحيا"، و «اِزرع فلسطين"، و "كل الأرض فلسطين". في 2018، قامت (الحملة العالمية للعودة إلى فلسطين) بإطلاق مشروع "حديقة شهداء العودة" والتي تقع على إحدى مرتفعات قرية عديسه في جنوب لبنان.[3]
- يوم العودة "النكبة" 15 أيار من كلّ عام: تعد مناسبة "يوم العودة" هي المناسبة الأساسية والمحورية في عمل (الحملة العالمية للعودة إلى فلسطين) وقد بادرت (الحملة العالمية للعودة إلى فلسطين) إلى تعميم مصطلح "يوم العودة" ليكون بديلاً عن تعبير "يوم النكبة" الذي ظلّ سائداً منذ عام 1948. كما يقوم أعضاء (الحملة العالمية للعودة إلى فلسطين) في "يوم العودة" بتنفيذ أشكال متعددة من الأنشطة على الأرض والأنشطة الالكترونية، مثل إقامة الندوات الواقعية والافتراضية، وتنظيم الوقفات والاعتصامات أمام سفارات الدول ذات التأثير في القضية الفلسطينية، وبثّ التصريحات لبعض الشخصيات البارزة في العالم، والمؤيدة لحقّ الفلسطينيين في العودة.[4]
- أسبوع الانتفاضة 22-28 أيلول من كلّ عام: هي مناسبة سنوية أطلقتها (الحملة العالمية للعودة إلى فلسطين)، بهدف إحياء ذكرى انتفاضات الشعب الفلسطيني وثوراته المستمرة وتضحياته العظيمة. يستمر "أسبوع الانتفاضة" ما بين 22 و 28 أيلولّ من كل عام، بين 22 أيلول ذكرى "انتفاضة القدس" 2015، و 28 أيلول ذكرى "انتفاضة الأقصى" 2000.[5][6]

أحيت (الحملة العالمية للعودة إلى فلسطين) مناسبة "أسبوع الانتفاضة" خلال السنوات السابقة، وقد نُظّمت هذه الفعاليات تحت شعارات مختلفة، منها شعار "الانتفاضة مقاومة وإبداع" عام 2018، وشعار "الانتفاضة حياة" عام 2019 بالتعاون مع الهيئة العليا لمسيرات العودة وكسر الحصار، وشعار "اسمها فلسطين" عام 2020 بهدف الردّ على إلغاء اسم "فلسطين" من مواقع بعض الشركات الكبرى على شبكة الانترنت، وكان شعار عام2021 "الانتفاضة مستمرة".
- اليوم العالمي للتضامن مع الشعب الفلسطيني 29 تشرين الثاني من كل عام:

بحسب الموقع الرسمي للأمم المتحدة، فإنَّ "الجمعية العامة" قد دعت [عام 1977، للاحتفال في 29 تشرين الثاني/نوفمبر من كلّ عام باليوم الدولي للتضامن مع الشعب الفلسطيني (القرار 32/40 ب)].
وفي هذا اليوم يقوم أعضاء (الحملة العالمية للعودة إلى فلسطين) بإحياء "اليوم العالمي للتضامن مع الشعب الفلسطيني"، بإقامة مختلف الفعاليات والأنشطة التي تعرّف الناس عموماً بعدالة القضية الفلسطينية.

### الأنشطة التشاركية
شاركت الحملة العالمية للعودة إلى فلسطين في العديد من الأنشطة والمؤتمرات الدولية أو الخاصّة بالقضية الفلسطينية، في عدة دول حول العالم، منها:
1. المنتدى الاجتماعي العالمي. تونس 2013.
2. المؤتمر العالمي لتحرير المسجد الأقصى والدفاع عن المستضعفين. ماليزيا 2014.[13]
3. المنتدى الاجتماعي العالمي. تونس 2015.[14]
4. إحياء يوم القدس إسطنبول 2015.
5. الكونغرس اللاتيني الأول للمقاومة الفلسطينية. تشيلي 2015.
6. تنظيم أنشطة مشتركة مع منظمة "عمال بلا أرض". البرازيل 2015.
7. المنتدى الاجتماعي العالمي. كندا 2016.[15]
8. مؤتمر آسيان للمنظمات غير الحكومية للدفاع عن القدس والمسجد الأقصى. ماليزيا 2019.[16]

## المنتديات والمؤتمرات

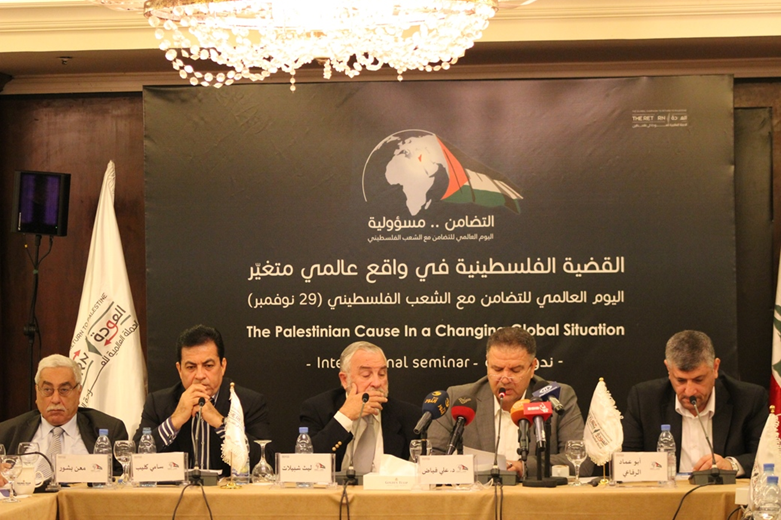
مؤتمر اليوم العالمي للتضامن مع الشعب الفلسطيني الذي نظمته الحملة في بيروت لبنان، تشرين الثاني 2014

- مؤتمر اليوم العالمي للتضامن مع الشعب الفلسطيني 2013:

من منطلق إيمان الحملة بأهمية التواصل والتعاون بين المنظمات غير الحكومية الداعمة للقضية الفلسطينية، وفي ضوء الحاجة إلى منظمة جامعة تسهل وتضمن هذا التعاون، أقامت الحملة مؤتمراً في بيروت، لبنان، في يوم التضامن في 27، 28، 29 نوفمبر 2013. استقطب المؤتمر أكثر من 45 ضيفًا من جميع أنحاء العالم، معظمهم من ممثلي المنظمات غير الحكومية الدولية العاملة من أجل القضية الفلسطينية، واختتم بتأسيس منظمة شاملة تضم جميع الحاضرين.
- يوم العودة 2014:

اختارت الحملة العالمية للعودة إلى فلسطين يوم 15 مايو مناسبة مركزية للاحتفال كل عام تحت اسم «يوم العودة». في مثل هذا اليوم تستحضر الحملة النكبة الفلسطينية (النكبة 1948) وما حدث خلالها. المجازر المروعة وقمع واضطهاد الفلسطينيين ومصادرة الأراضي التي أدت إلى تهجير أكثر من 84 ألف فلسطيني من وطنهم (من أصل 1.4 مليون فلسطيني في ذلك الوقت).
تم تنظيم فعاليات مؤتمرات واحتجاجات وحركات بالاشتراك مع أصدقائنا والمنظمات الشقيقة حول العالم للاحتفال بـ «يوم العودة». كان التركيز الأساسي للحملة على استبدال مصطلح «النكبة» بـ «يوم العودة» في محاولة لبناء مقاربة جديدة لهذه المناسبة تكون أكثر تفاؤلاً وانتصاراً وليس مأساوية.
- الملتقى الدولي الثاني للتضامن مع الشعب الفلسطيني 2014:

والذي كان تحت شعار (التضامن شرف والتزام) في بيروت ما بين 1-3 كانون الأول 2014.
جاء الملتقى ضمن التفاعل مع الأحداث على الساحة الفلسطينية بعد العدوان الإسرائيلي على غزة 2014. وشاركت في أعماله أكثر من 100 شخصية من ممثلي المجتمع المدني، توافدوا من 29 دولة حول العالم.
- المؤتمر اللاتيني للتضامن مع فلسطين 2015:

حيث عقد في العاصمة الفنزويلية كاركاس، خلال أيام 15-17 نيسان 2015، وشاركت في المؤتمر أكثر من 100 شخصية من مختلف دول أمريكا اللاتينية
- الملتقى العلمائي العالمي من أجل فلسطين 2015:

والذي أقيم بالتزامن مع ذكرى الإسراء والمعراج الذي صادف يوم 15/6/2016 وقد شارك الملتقى شخصيات علمائية ناهز عددها 100 شخصية من 33 دولة
- الملتقى الدولي الثالث للتضامن مع الشعب الفلسطيني 2015:

وكان تحت شعار (مع انتفاضة القدس). وقد تناول برنامج المؤتمر البحث في مختلف أشكال دعم الانتفاضة؛ والآليات العمليَّة لتفعيل الجهود العالمية الداعمة للقضيّة الفلسطينيّة.
- الملتقى التشاوري لدعم فلسطين 2017:

نظمت الحملة العالمية للعودة إلى فلسطين لقاء تشاورياً موسعاً للبحث في آفاق العمل التضامني من أجل فلسطين، وذلك في بيروت ما بين 1-3 أيار 2017.
شاركت في اللقاء التشاوري لدعم فلسطين حوالي 50 شخصية من أعضاء الحملة الأكثر فاعلية في أنحاء العالم، الذين بحثوا في كيفية تحسين وتعميق آليات التواصل والتنسيق فيما بينهم، وسبل تطوير العمل التضامني.
- الملتقى الدولي الرابع للتضامن مع الشعب الفلسطيني 2018:

تحت شعار (كل القدس عاصمة كل فلسطين) توزعت أعمال المؤتمر إلى عدة محاور، منها:
- أهمية عمل المجتمع المدني دوليا في مواجهة الانتهاكات الصهيونية ومشاريع تصفية القضية الفلسطينية.
- تطوير آليّات تنسيق الأنشطة التضامنية.
- الخطّة المشترَكة للإعلام الإلكترونيّ، ومناقشة برنامج الفعاليات التضامنية السّنويّة.[2][25]

- الملتقى الدولي الأول "مسلمون ومسيحيون في مواجهة التطبيع" 2019:

وكان يهدف على أن رفض التطبيع هو موقف نابع من القيم الإنسانية والأخلاقية والدينية، سواء أكانت إسلامية أم مسيحية، وليس موقفًا متشددًا أو سياسيًا خاصًا، عقدت الحملة العالمية للعودة إلى فلسطين الملتقى الدولي الأول "مسلمون ومسيحيون في مواجهة التطبيع".
- ملتقى دعم المرأة الفلسطينية المقاومة 2019:

ضمن فعاليات "أسبوع الانتفاضة، الذي يمتدّ ما بين 22-28 أيلول من كل عام، عقدت الحملة الملتقى الأول لدعم المرأة الفلسطينية المقاومة، بالاشتراك مع جمعية "نساء من أجل القدس"، عضو الحملة العالمية للعودة إلى فلسطين، وبالتعاون مع الاتحاد العالمي للنساء المسلمات، وجامعة المصطفى العالمية في لبنان انعقد الملتقى يومي 26 و 27 من سبتمبر 2019
- اللقاء الإلكتروني فنانون ومثقفون في مواجهة التطبيع 2020:

نظمت الحملة العالمية للعودة إلى فلسطين بالتعاون مع "مؤسسة الرسالة الإعلامية"، و "حملة المقاطعة فلسطين BCP"، و "قناة فلسطين اليوم"، و "وكالة شهاب الإخبارية"، بتاريخ 20 نيسان لقاء إلكتروني، جمع فنانين من عدّة دول عربية وتناول اللقاء دور الفنانين والمثقفين في تحصين الجماهير ضد التطبيع، وتوعيتهم بأبعاده الخطيرة، وآثاره المدمّرة، ودور المثقفين في دعم القضية الفلسطينية.
- اللقاء الإلكتروني "تحديات القضية الفلسطينية ومسؤولية العلماء" 2020:

بعنوان: "تحديات القضية الفلسطينية ومسؤولية العلماء والمراكز العلمية الدينية"، بتاريخ 29/6/2020 تمّ بثّ اللقاء على صفحة "علماء من أجل فلسطين" وبالتعاون مع فضائية "القدس اليوم".
- الملتقى الدولي الثاني مسلمون ومسيحيون في مواجهة التطبيع 2020:

و الذي يهدف إلى إعلان موقف واضح في البراءة من أعمال التطبيع والاستسلام، والتأكيد على رفض التطبيع، دينياً وعقلياً ووطنياً. ورفض خطط إنهاء القضية الفلسطينية بدون تحقيق العدالة الكاملة للشعب الفلسطيني.
- نداء القدس 2021:

وذلك دفاعًا عن الأقصى الشريف، في مواجهة التهديدات الخطيرة من قبل المستوطنين الصهاينة في شهر رمضان.
ولتعريف العالم بالمخاطر والتحديات التي تواجه المدينة المقدسة، دعت الحملة العالمية للمشاركة في إطلاق إعلان "نداء القدس"، يوم 2021/5/7، بالتزامن مع يوم القدس العالمي ويوم العودة.
- موكب نداء الأقصى 2021:

عقد على طريق الزوار بين النجف وكربلاء، خلال الأسبوع الأخير من شهر أيلول 2021.
- الملتقى الدولي لتكريم الرياضيين المناهضين للتطبيع 2022:

عقدت الحملة العالمية (الملتقى الدولي لتكريم الرياضيين المناهضين للتطبيع)، في بيروت ما بين 31/1 إلى 2022/2/2، بمشاركة أبطال رياضيين من 10 دول عربية وإسلامية، تمّ تكريمهم تقديراً لرفضهم المشاركة في ألعاب رياضية مع ممثلي الكيان الغاصب.
ناقش الملتقى جلسات عمل تناولت العديد من المواضيع، منها:
1. تحديات الرياضة في فلسطين في ظل جرائم الكيان الصهيوني الغاصب، وسبل التضامن معها.
2. تجارب شخصية يقدمها الرياضيون المشاركون في مناهضة التطبيع.
3. تدارس آليات دعم الرياضيين المناهضين للتطبيع؛ وسُبل تشجيع عموم الرياضيين على اتخاذ مواقف مشابهة.
4. مناقشة وإقرار "ميثاق الشرف الرياضي لمناهضة التطبيع"، والبحث في مشروع رابطة "رياضيون من أجل فلسطين".[29]

- مهرجان "حتماً عائدون" 2022:

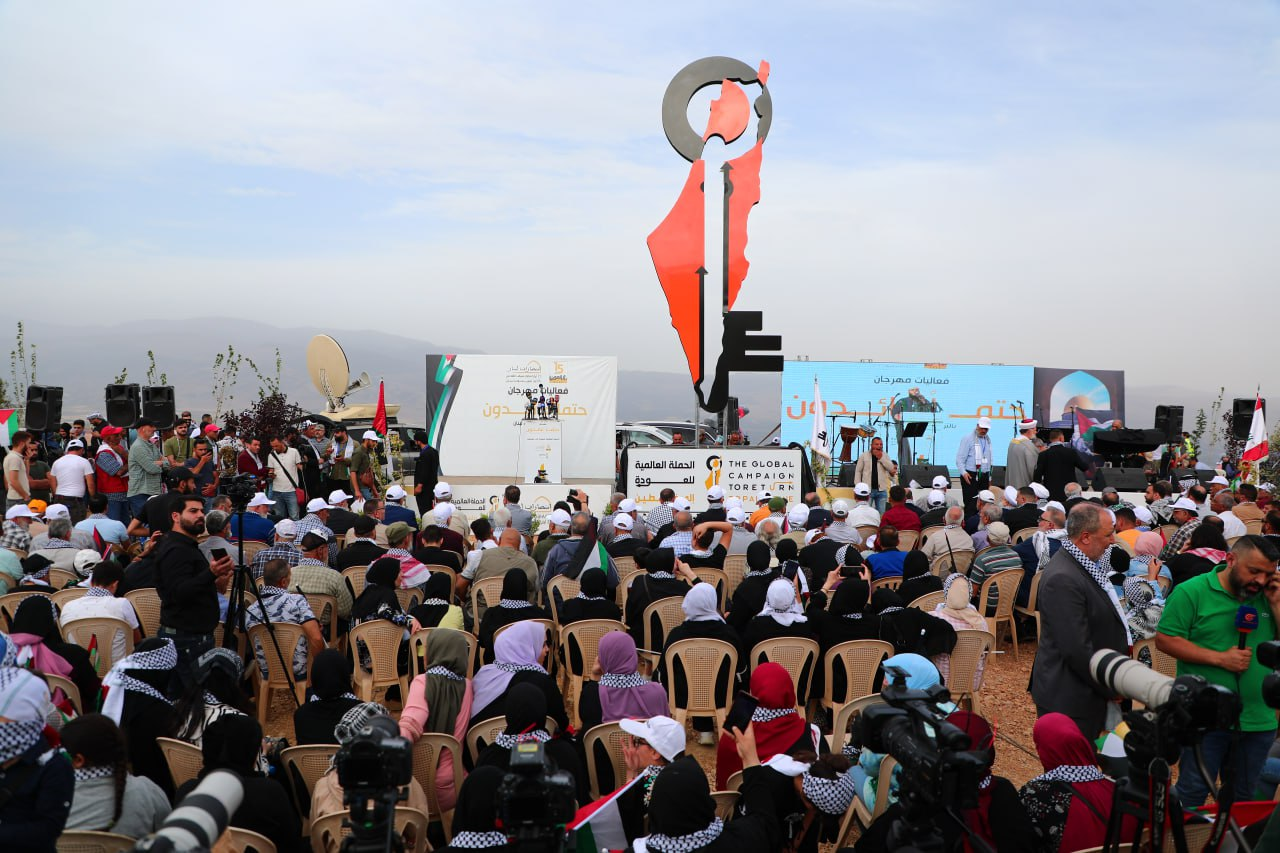
مهرجان حتماً عائدون في بلدة العديسة جنوب لبنان

نظمته الحملة في بلدة العديسة جنوب لبنان , وتضمن إزاحة الستار عن نُصُب "مفتاح العودة" في كل من لبنان وغزة، بالإضافة إلى مسيرة لأكثر من 60 خيالًا انطلقوا من قرية كفركلا إلى عديسة جنوب لبنان.
- مؤتمر نداء الأقصى 2022:

عقد على طريق الزوار بين النجف وكربلاء، خلال الأسبوع  الثالث من شهر أيلول 2022.
- ندوة القدس الشريف..تحديات المدينة المقدسة تحت الاحتلال 2023:

نظمتها الحملة العالمية للعودة إلى فلسطين في جامعة القدس العربية في القدس الشريف لتعريف العالم بالأخطار والتهديدات الصهيونية التي تواجه القدس والمسجد الأقصى المبارك.
- اللقاء الوطني الفلسطيني "نداء القدس"  2023 :

عقدته الحملة العالمية للعودة إلى فلسطين في أجواء يوم القدس العالمي 2023 على جلستين متزامنتين في القدس والضفة الغربيةاستنكاراً للإنتهاكات الصهيونية المتصاعدة في القدس والضفة والغربية بمشاركة شخصيات وطنية بارزة.
- ملتقى سفراء العودة إلى فلسطين 2023:

سعياً بالارتقاء بالعمل التضامني مع فلسطين،نظمت الحملة العالمية للعودة إلى فلسطين أواخر الشهر الخامس من عام 2023 في بيروت ملتقى سفراء العودة إلى فلسطين بمشاركة أكثر من مئة شخصية دولية ونضالية،ومنحت الحملة من خلاله لقب سفير العودة إلى 8 شخصيات ممن حملوا لواء القضية الفلسطينية وعملوا لها ودافعوا عنها.
- حديقة شهداء العودة

حديقة بيئية اجتماعية ثقافية أسستها وافتتحتها الحملة العالمية للعودة إلى فلسطين. على "تلة العويضة" إحدى مرتفعات قرية عديسه والتي تم بها زراعة 248 شجرة حملت كل واحدة منها إسم شهيد من شهداء مسيرات العودة في فلسطين والذين قضوا عند الحدود اللبنانية في مارون الراس ومروحين.

## روابط خارجية
- موقع الحملة العالمية للعودة إلى فلسطين
- الحملة العالمية للعودة إلى صفحة فلسطين على الفيسبوك
- الحملة العالمية للعودة إلى صفحة فلسطين الإنجليزية على الفيسبوك